# 吾妻村 (福島県)
吾妻村（あづまむら）は福島県耶麻郡にかつて存在した村である。

## 地理
現在の猪苗代町の北部に位置する。村名は、村の北部にある吾妻山に由来する。

## 歴史
- 1889年（明治22年）4月1日 - 町村制施行により、若宮村・蚕養村が合併し耶麻郡吾妻村が発足。
- 1955年（昭和30年）3月1日 - 吾妻村は猪苗代町・翁島村・千里村・月輪村が合併し猪苗代町が発足。吾妻村は消滅。

変遷表
| 1868年 以前 | 1868年 以前 | 明治8年 | 明治22年 4月1日 | 昭和30年 3月1日 | 現在     |
| ----------- | ----------- | ------- | --------------- | --------------- | -------- |
|             | 酸川野村    | 若宮村  | 吾妻村          | 猪苗代町        | 猪苗代町 |
|             | 木地小屋村  | 若宮村  | 吾妻村          | 猪苗代町        | 猪苗代町 |
|             | 大原新田村  | 若宮村  | 吾妻村          | 猪苗代町        | 猪苗代町 |
|             | 小田村      | 蚕養村  | 吾妻村          | 猪苗代町        | 猪苗代町 |
|             | 白木城村    | 蚕養村  | 吾妻村          | 猪苗代町        | 猪苗代町 |

## 大字
- 若宮（わかみや）
- 蚕養（こがい）

## 人口・世帯

### 人口
総数 [単位： 人]
| 1889年（明治22年） | 1,763 |
| 1907年（明治40年） | 2,491 |
| 1920年（大正 9年） | 4,857 |
| 1947年（昭和22年） | 6,915 |

### 世帯
総数 [単位： 世帯]
| 1920年（大正 9年） | 875   |
| 1947年（昭和22年） | 1,127 |

## 交通（廃止直前）

### 鉄道
- 日本硫黄沼尻鉄道部（ → 日本硫黄観光 → 磐梯急行電鉄）
  - 白木城駅 - 会津樋ノ口駅 - 名家駅 - 酸川野駅 - 木地小屋駅 - 沼尻駅

※1968年10月14日に休止。1969年3月27日に廃止。